# Brayan García
Brayan Alexander García (26 marzo 1993) è un calciatore honduregno, difensore del Vida.